# Château de Dryslwyn
Le château de Dryslwyn (Dryslwyn Castle en anglais, Castell y Drysllwyn en gallois) est un château fort médiéval, aujourd'hui en ruines, situé entre Llandeilo et Carmarthen, dans le sud-ouest du pays de Galles.
Il est construit au sommet d'une colline surplombant la vallée de la Towy, un fleuve qui se jette dans la baie de Carmarthen. C'est une place forte importante de plusieurs princes de Deheubarth de la maison de Dinefwr. Son plan est similaire à celui du château de Dinefwr, construit par une autre branche de la même dynastie à quelques kilomètres en amont sur la Towy.

## Histoire
Le château de Dryslwyn est fondé dans les années 1220 par un prince du Deheubarth de la maison de Dinefwr. D'après Chris Caple, sa fondation est à mettre au crédit de Rhys Gryg, qui anticipe le partage de son domaine entre ses deux fils Rhys Mechyll et Maredudd, aurait édifié un château à Dryslwyn comme pendant du château de Dinefwr, afin que chacun de ses fils possède sa propre place forte.
La première mention du château dans les sources écrites est la mention de son siège, en 1245 ou 1246, par le sénéchal du château de Carmarthen. Maredudd ap Rhys Gryg est couramment décrit comme seigneur de Dryslwyn à partir des années 1250 et jusqu'à sa mort, le 27 juillet 1271. Son fils Rhys ap Maredudd hérite du château de Dryslwyn et des terres de son père, possessions qui lui sont confirmées par la couronne anglaise en 1277.
Après être resté fidèle à Édouard Ier pendant sa conquête du pays de Galles, Rhys ap Maredudd se révolte contre lui en 1287. Une armée anglaise menée par le frère du roi, Edmond de Cornouailles, s'empare du château de Dryslwyn au bout d'un siège de trois semaines. Les Anglais tentent d'abord de percer une mine, mais le tunnel s'effondre et ils parviennent finalement à emporter la place grâce à un trébuchet. Rhys parvient à leur échapper et se réfugie au château de Newcastle Emlyn.
Édouard Ier fait réparer le château de Dryslwyn, qui reste par la suite propriété de la couronne anglaise. Son fils Édouard II l'accorde à son favori Hugues le Despenser, et la place est pillée par les barons anglais pendant la guerre des Despenser en 1321. Près d'un siècle plus tard, en 1403, son connétable rallie Owain Glyndŵr pendant la révolte des Gallois. C'est la dernière mention du château dans les sources : il a vraisemblablement été démantelé après l'échec de la révolte d'Owain.